# Mangora candida
Mangora candida Chickering, 1954 è un ragno appartenente alla famiglia Araneidae.

## Etimologia
Il nome proprio della specie deriva dall'aggettivo latino candidus, -a, -um, cioè candido, pallido, biancastro, a causa del colore giallognolo chiaro

## Caratteristiche
L'olotipo maschile rinvenuto ha dimensioni: cefalotorace lungo 1,43mm, largo 1,08mm; opistosoma lungo 1,24mm.

## Distribuzione
La specie è stata reperita nel Panama centrale: l'olotipo maschile nei pressi dell'Isla Barro Colorado, nella zona del Canale di Panama e alcuni paratipi maschili e femminili dalla vicina foresta di Madden Dam.

## Tassonomia
Al 2014 non sono note sottospecie e dal 2005 non sono stati esaminati nuovi esemplari.